# Lécluse
Lécluse – miejscowość i gmina we Francji, w regionie Hauts-de-France, w departamencie Nord.
Według danych na rok 1990 gminę zamieszkiwało 1667 osób, a gęstość zaludnienia wynosiła 336 osób/km² (wśród 1549 gmin regionu Nord-Pas-de-Calais Lécluse plasuje się na 409. miejscu pod względem liczby ludności, natomiast pod względem powierzchni na miejscu 682.).